# Timici
Timici (łac. Diocesis Timicitanus) – stolica historycznej diecezji w Cesarstwie rzymskim w prowincji Mauretania Caesariensis,  współcześnie w północnej części Algierii. Wzmianki o niej pochodzą z V wieku. Od 1933 katolickie biskupstwo tytularne. 

## Biskupi tytularni
| Lp. | Biskup                       | Funkcja                                         | Od                | Do               |
| --- | ---------------------------- | ----------------------------------------------- | ----------------- | ---------------- |
| 1   | Fernando Ariztía Ruiz        | biskup pomocniczy Santiago de Chile (Chile)     | 25 maja 1967      | 11 grudnia 1976  |
| 2   | Ramón Darío Molina Jaramillo | biskup pomocniczy Bogoty (Kolumbia)             | 6 maja 1977       | 23 marca 1984    |
| 3   | Toribio Ticona Porco         | biskup pomocniczy Potosí (Boliwia)              | 5 kwietnia 1986   | 7 czerwca 1992   |
| 4   | Francisco Cases Andreu       | biskup pomocniczy Orihuela-Alicante (Hiszpania) | 22 lutego 1994    | 26 czerwca 1996  |
| 5   | John Du                      | biskup pomocniczy Cebu (Filipiny)               | 21 listopada 1997 | 21 kwietnia 2001 |
| 6   | Donald Sproxton              | biskup pomocniczy Perth (Australia)             | 12 grudnia 2001   |                  |